# Боголюби
Боголюби — село в Україні, у Луцькому районі Волинської області. Входить до складу Луцької міської громади. Населення становить 851 осіб.

## Історія

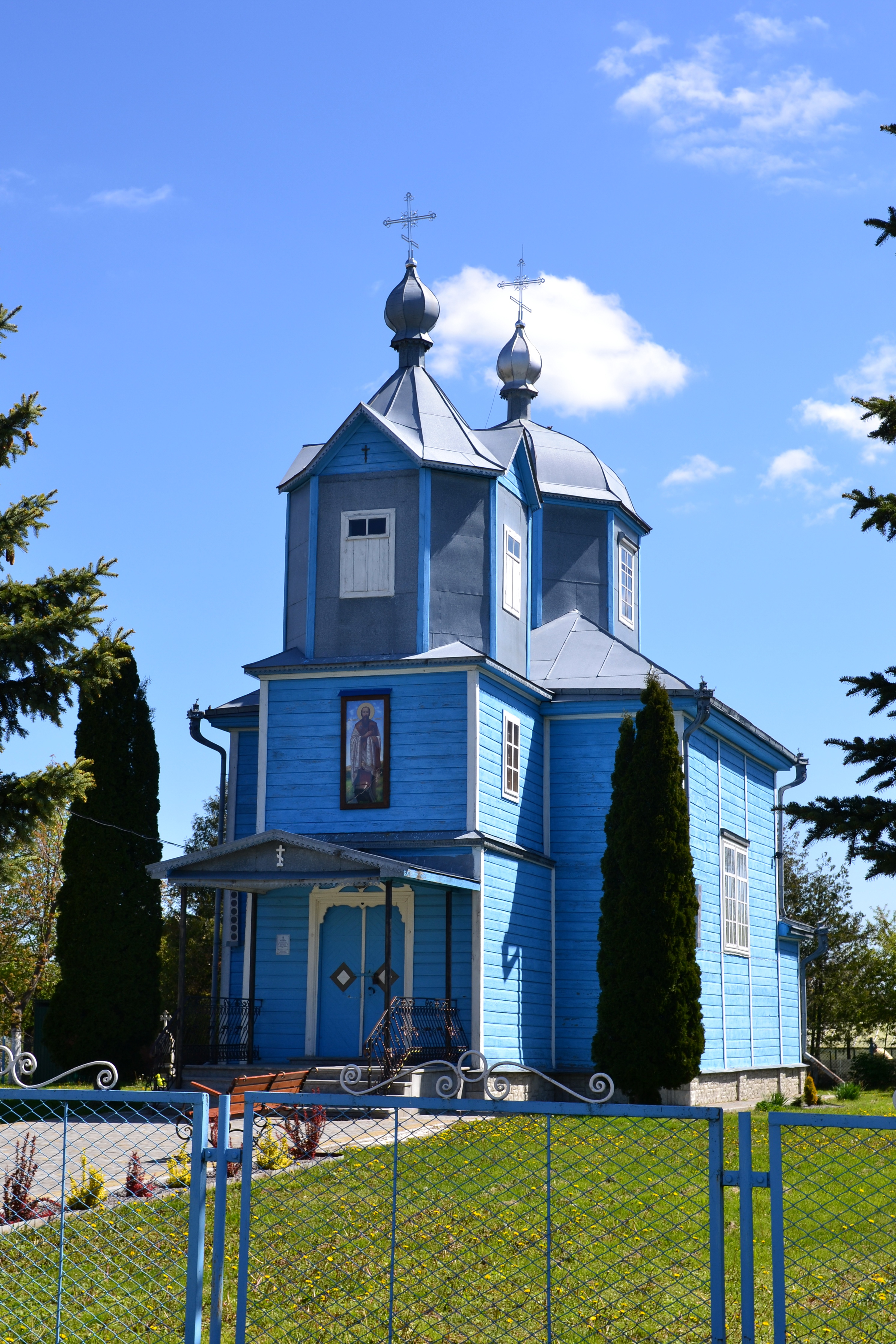
Василівська церква (вул. Лесі Українки)

На північно-східній околиці села, на межі населених пунктів Боголюби та Тарасове Боголюбської сільської ради, на північно-східному високому березі ставу, утвореному з р. Іжівка (лівосторонній доплив р. Стир), на ділянці громадянина Євтушика Д. П. та на земельних паях місцевих жителів — селище давньоруського часу XII—XIII ст. Дослідження на ньому проводилися у 2008 р. під керівництвом Златогорського О. Є. У траншеї розміром 60 м² зібрано фрагменти кераміки XII—XIII ст.
Вперше село згадується історичних документах 1586 року. Село належало до Жидичинського монастиря. Наприкінці XVI століття в селі було 77 домів та 456 жителів, дерев'яна церква, водяний млин. У другій половині XVII століття перейшло до князя Адама Сангушко, який платив монастиреві в 1648 році 46 дим., а в 1655 році 28 дим.
Після польського повстання село перейшло «до казни». У 1885 році в селі налічувалось 33 двори, 335 мешканців. В 1906 році в селі налічувалось 73 двори та 455 жителів. До села належала Боголюбська ферма та хутір біля Торчина на 1 двір та 19 жителів (119 десятин землі). Згідно з переписом 1911 року в селі налічувалось 525 жителів, резиденція торчинського лісництва, кредитове товариство.
Василівська церква була побудована в 1863 році на кошти «казни», дерев'яна на кам'яному фундаменті з дерев'яною дзвіницею. В 1892 році до церкви належало 35 десятин 1824 сотих, парафіян: 175 чоловіків, 193 жінки.
Перед Першою світовою війною у селі, час від часу, проживали російська художниця, графік та ілюстратор з роду Тургенєвих Анна Олексіївна Тургенєва та її супутник, а в майбутньому чоловік, російський поет і письменник, символіст Андрій Бєлий (Бугаєв).
Під час Першої світової війни з 1915 р. село перебувало в австрійській окупації. На п'ятий день Брусиловського прориву 26 травня (8 червня) 1916 р. 40-й корпус російської армії вже зайняв Боголюби.
В 1964 році село було перейменоване на Першотравневе з власною сільською радою. Населення 684 чоловіка. Сільраді було підпорядковане село Богушівка. В селі знаходилось відділення бурякорадгоспу «Гнідавський», що мав 1699 га землі. В селі вирощували сортове насіння цукрових буряків. В селі побудована восьмирічна школа, вечірня середня школа сільської молоді, бібліотека, клуб. Працювала майстерня побутового обслуговування.
До 15 травня 2017 року — адміністративний центр Боголюбської сільської ради Луцького району Волинської області.
З 23 грудня 2016 року до 12 червня 2020 року у складі Заборольської сільської громади. 
12 червня 2020 року, згідно з розпорядженням Кабінету Міністрів України  № 708-р, село увійшло до складу Луцької міської громади.

## Населення
Згідно з переписом УРСР 1989 року чисельність наявного населення сільської ради становила 1540 осіб, з яких 696 чоловіків та 844 жінки.
За переписом населення України 2001 року в селі мешкало 1008 осіб.

### Мова
Розподіл населення за рідною мовою за даними перепису 2001 року:
| Мова       | Відсоток |
| ---------- | -------- |
| українська | 98,59 %  |
| російська  | 1,41 %   |

## Спорт
У селі з 2015 р. існує свій футбольний клуб — «ВолиньСталь», який бере участь у районних турнірах. 

## Відомі люди
- Чухрай Петро Павлович (1950—2018) — бандурист, народний артист України.

## Галерея

Вид І ставок
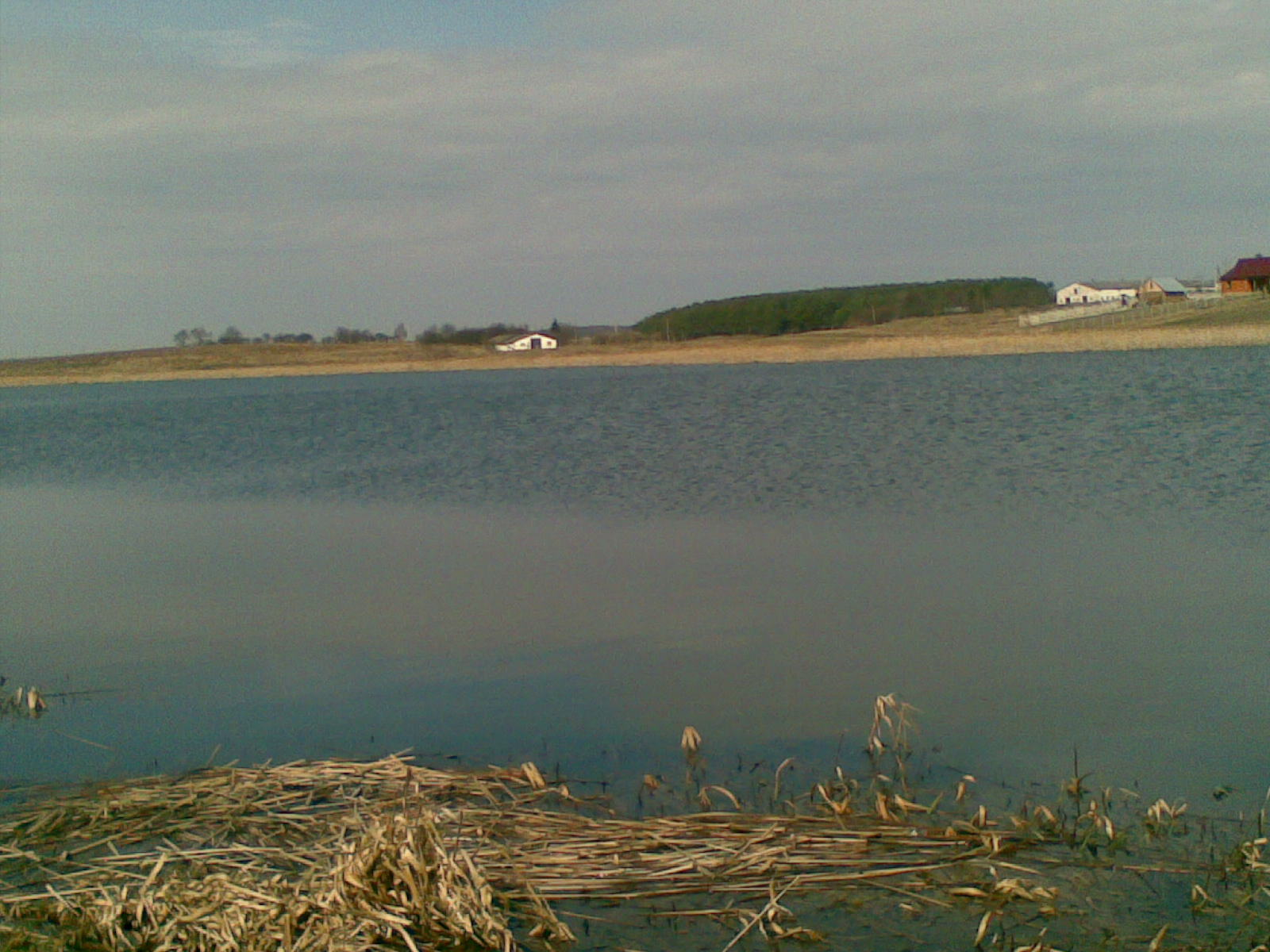
Вид II ставок
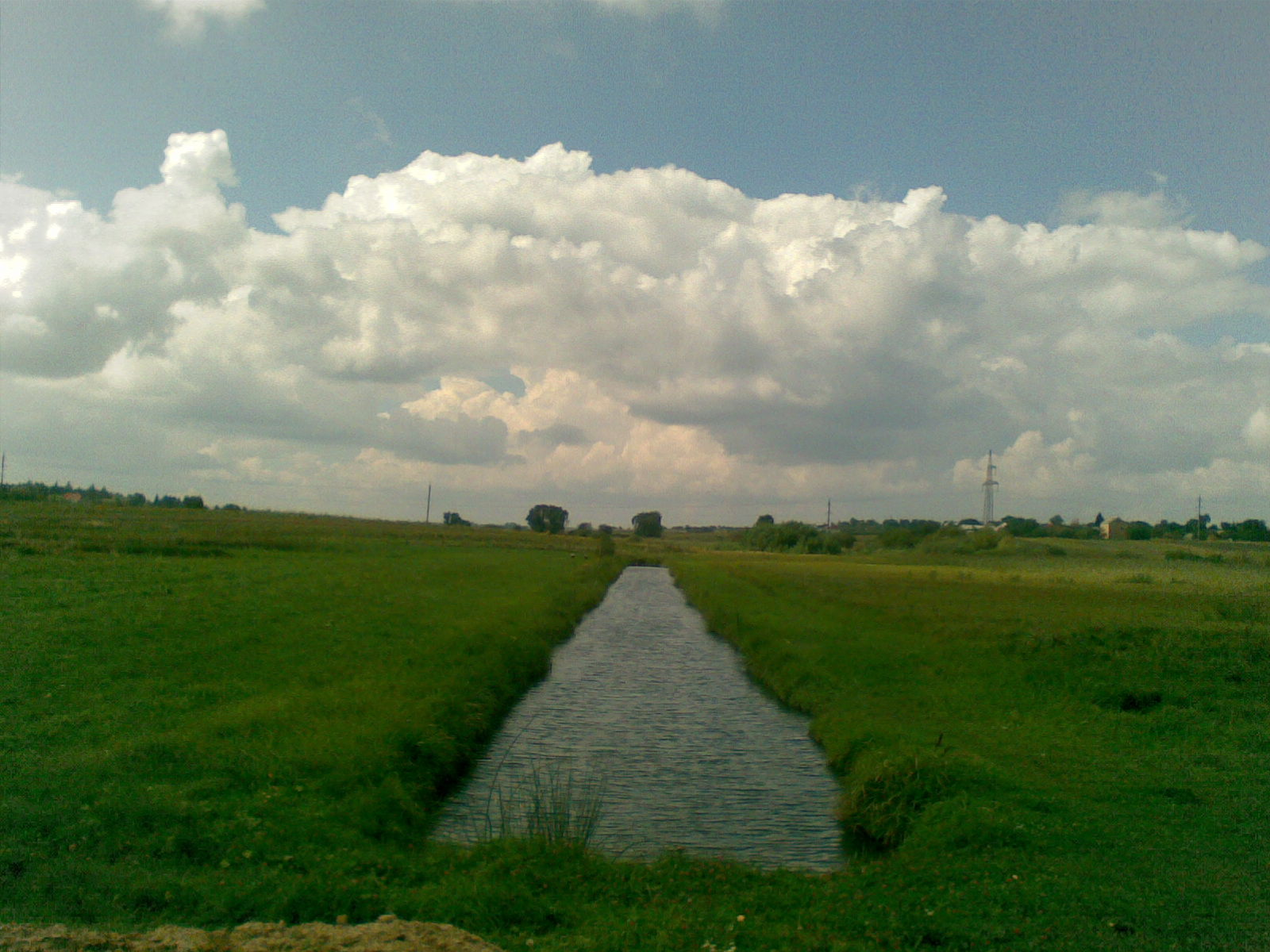
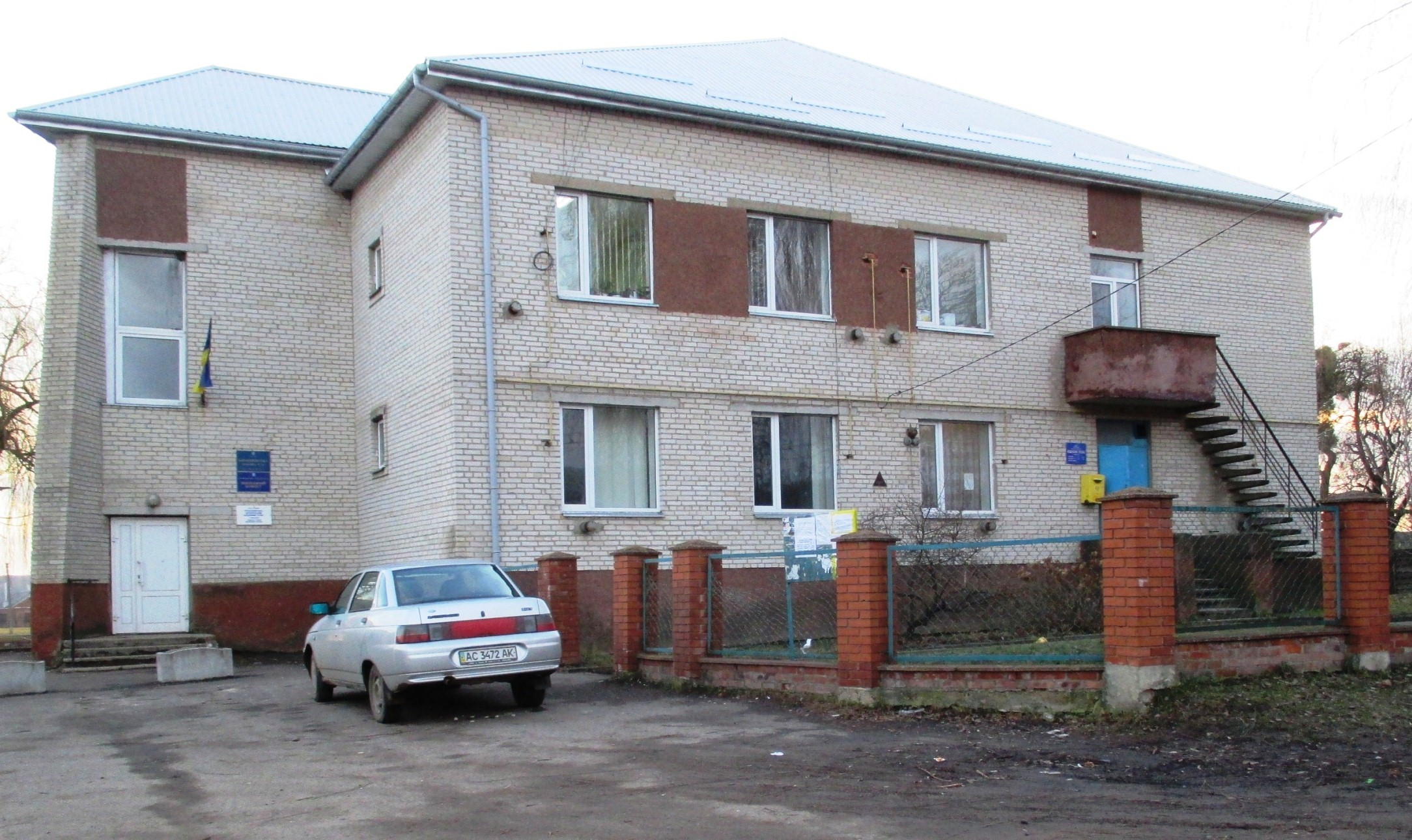
Сільське відділення зв’язку
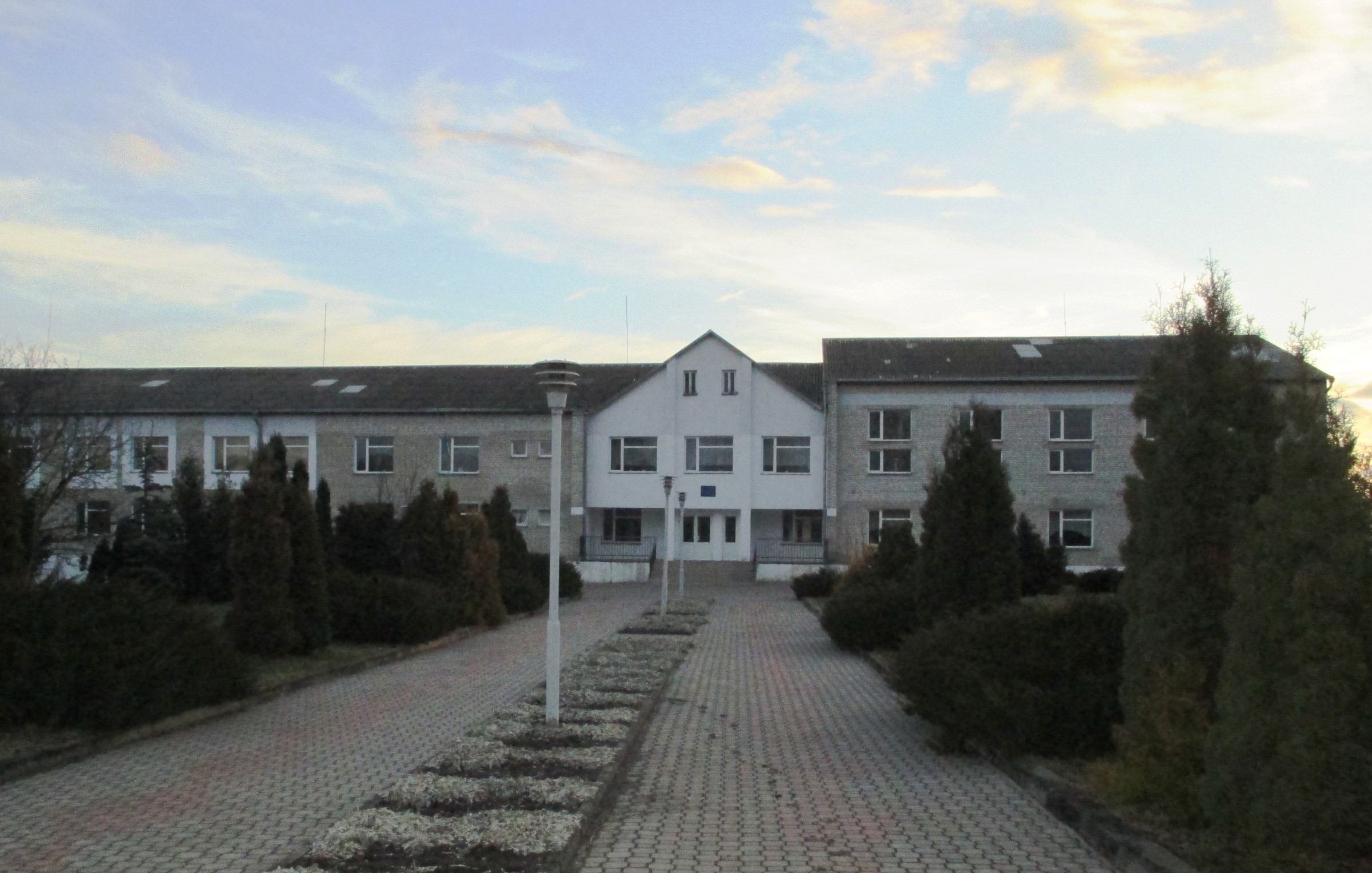
Загальноосвітня школа I-III ступеня
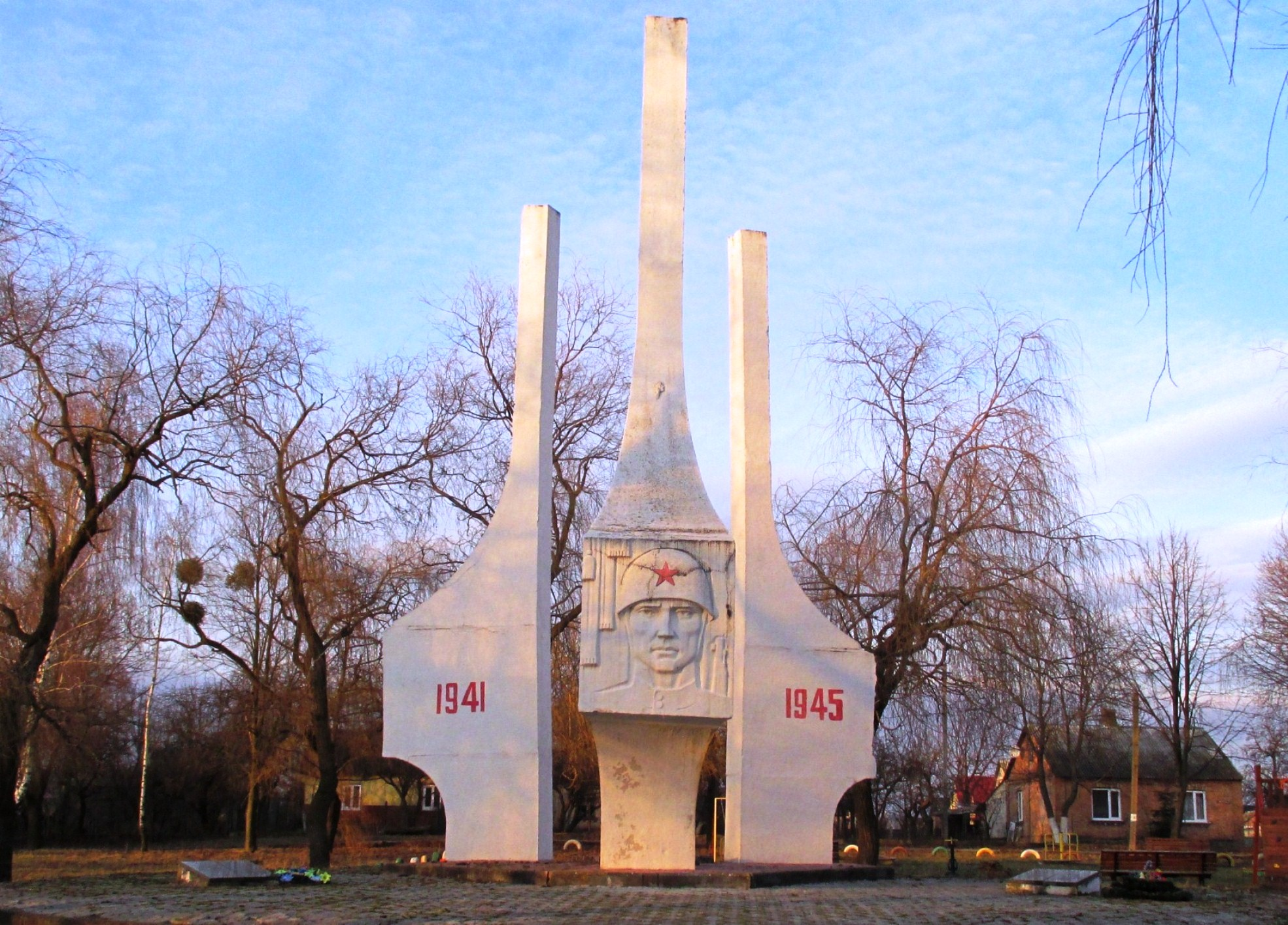
Пам'ятник загиблим у Німецько-радянській війні
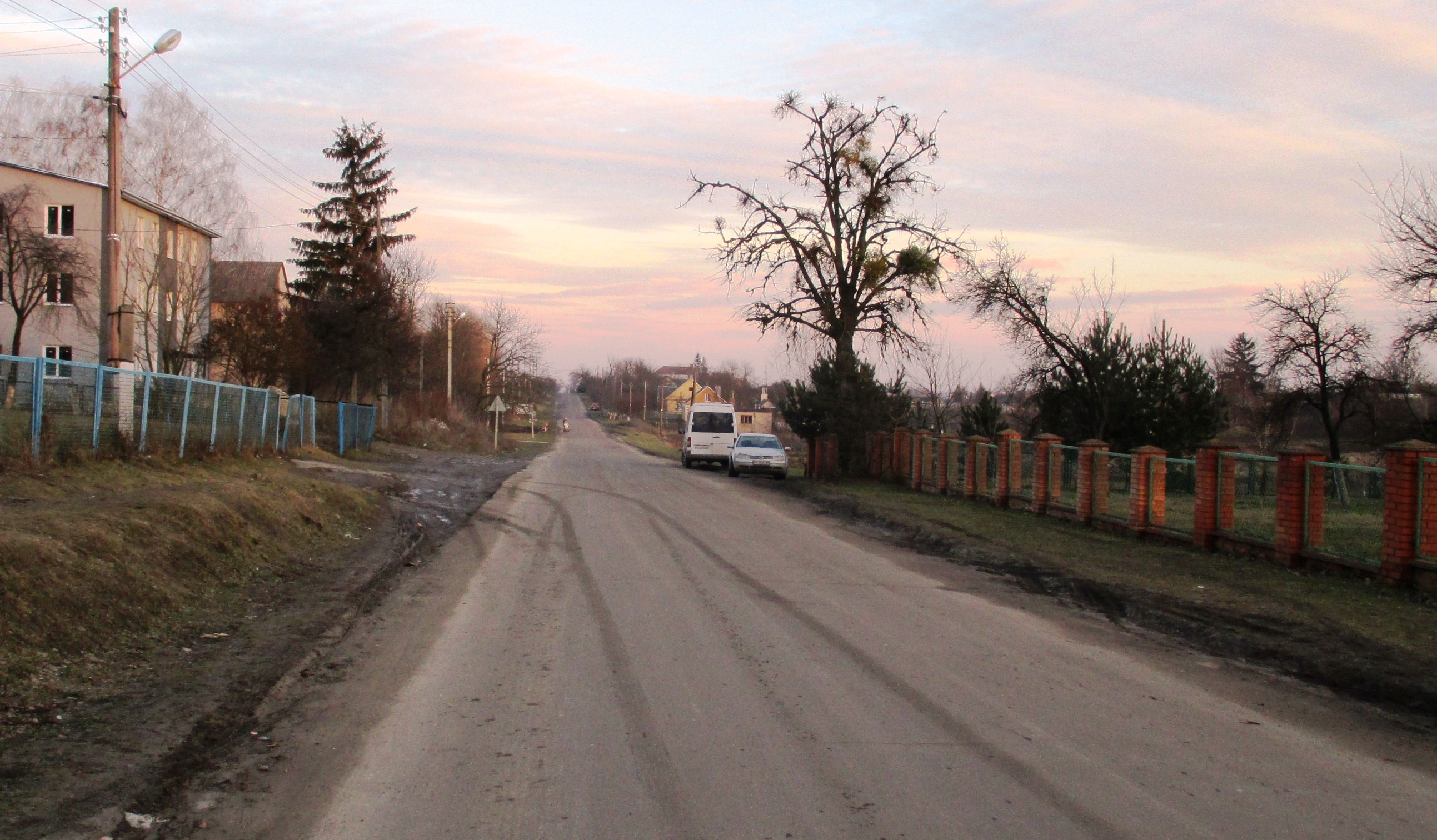
Сільська вулиця
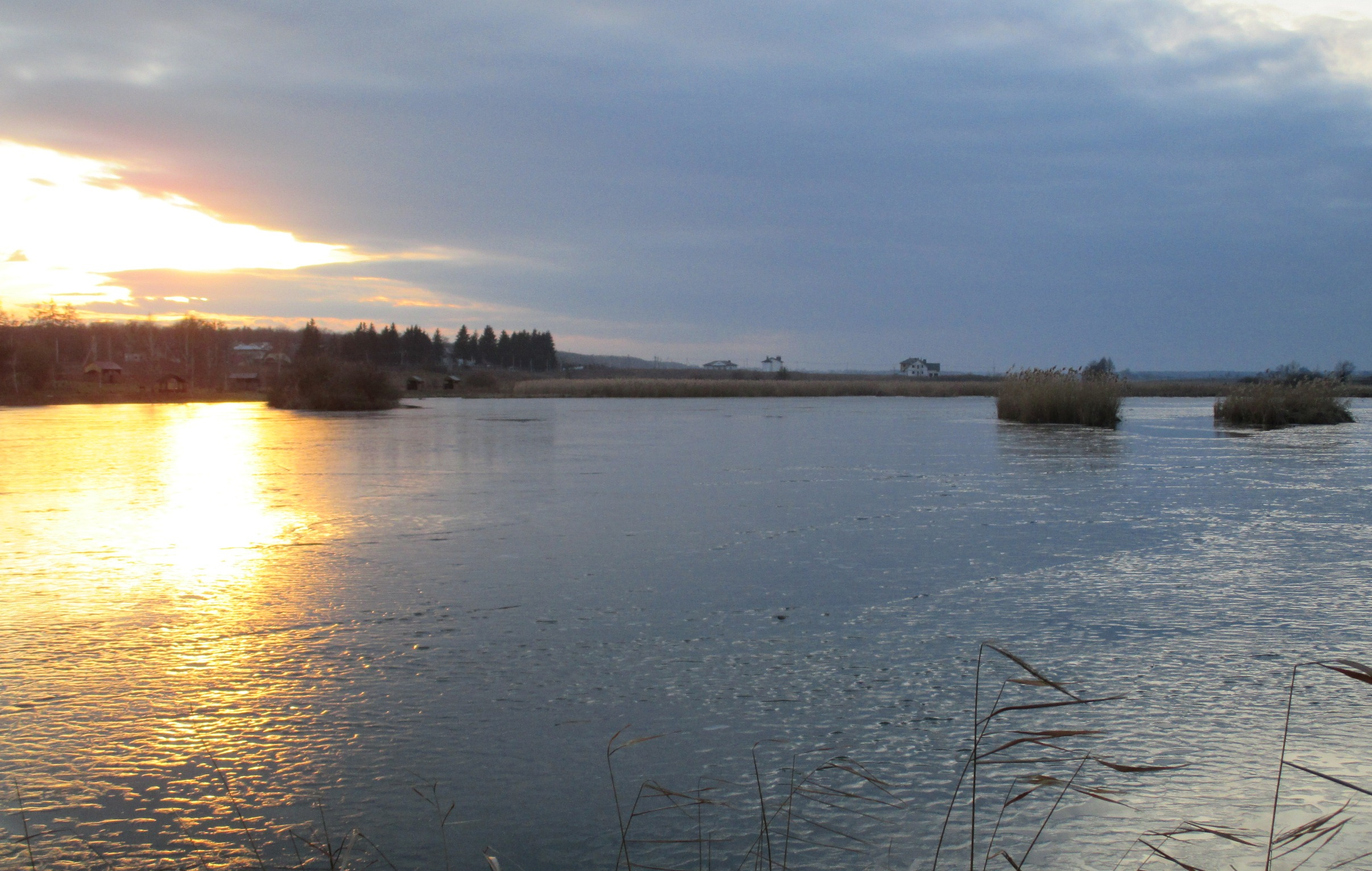
Сільський ставок взимку
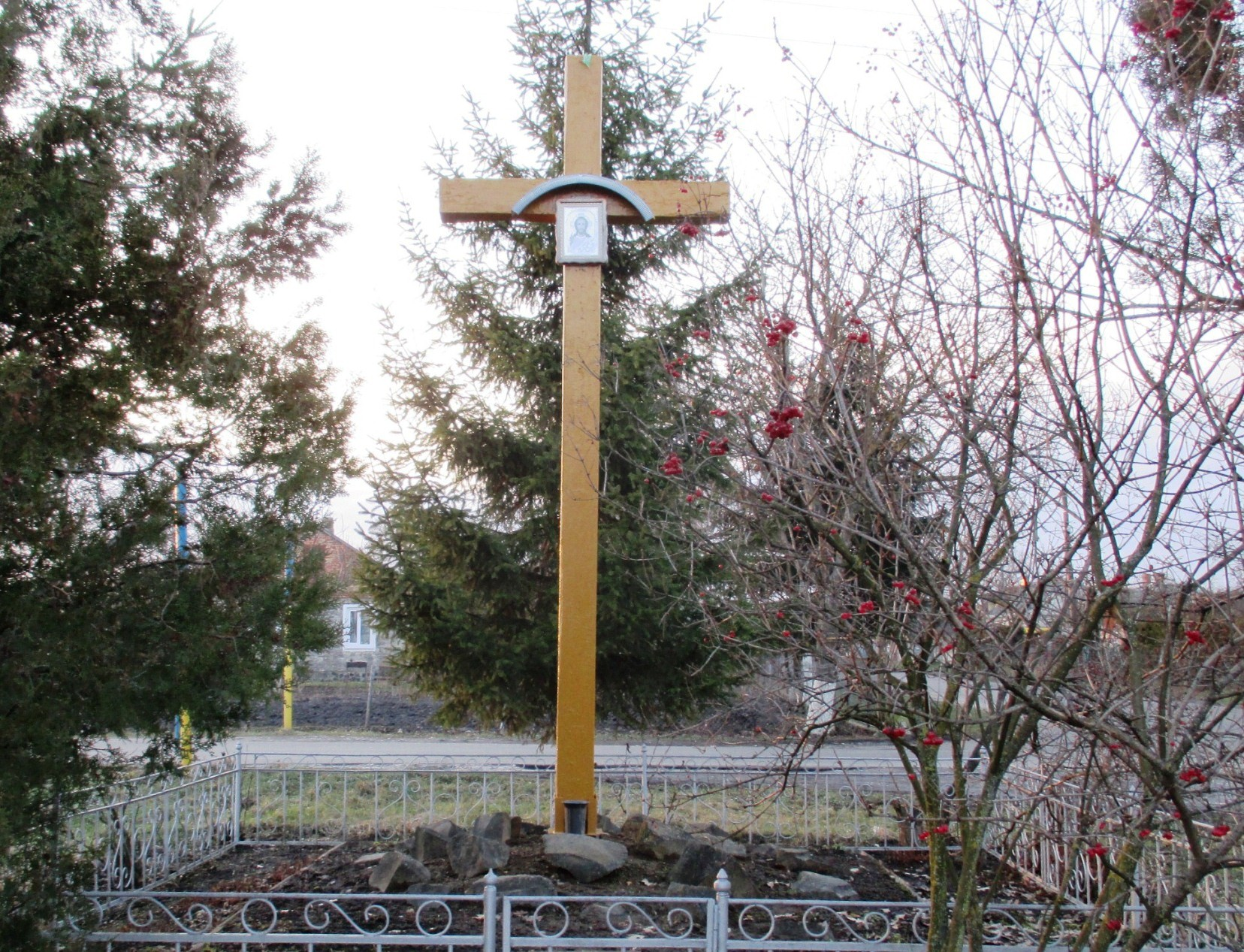
Хрест при в'їзд в село
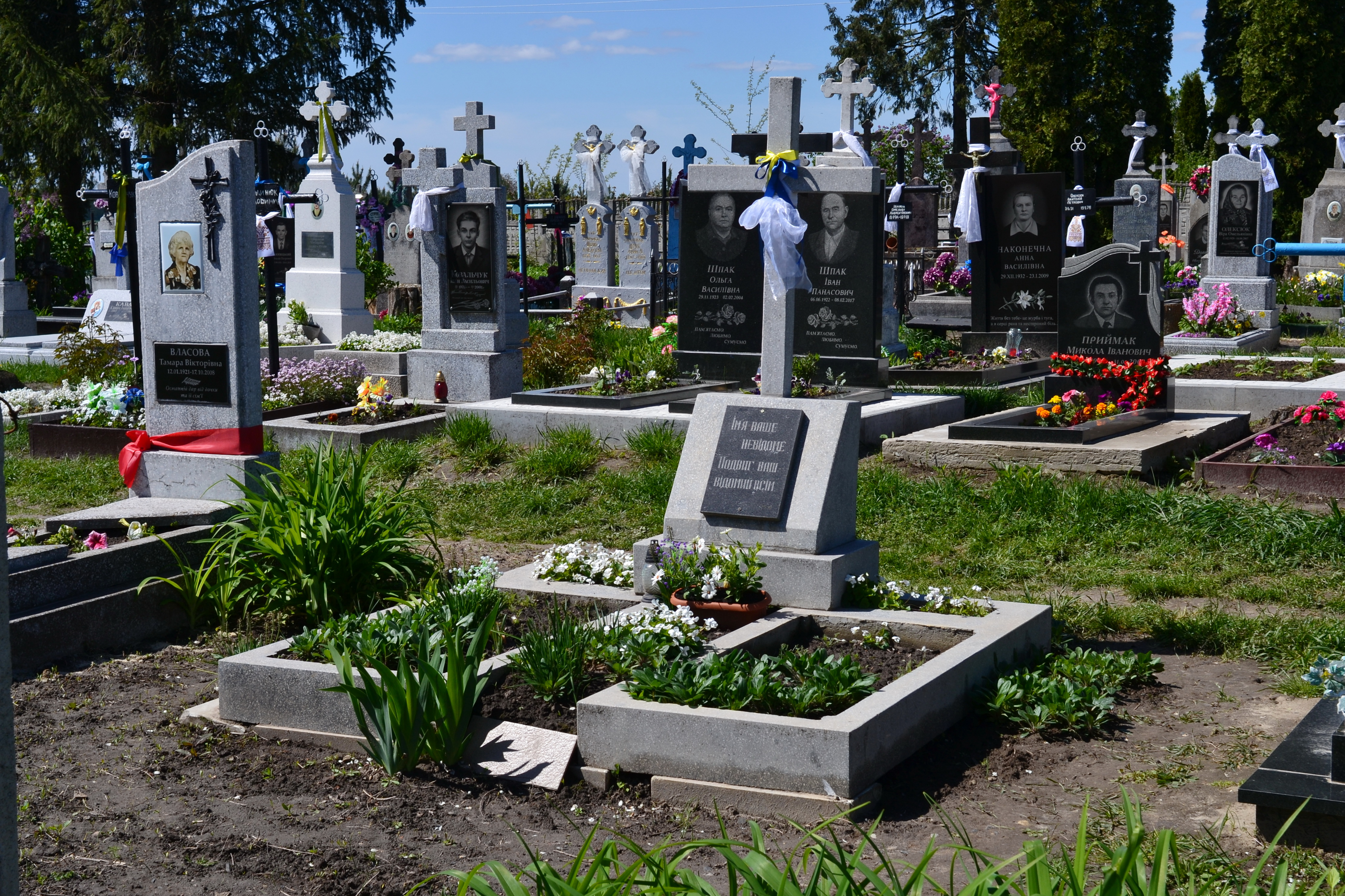
Могила братська радянських воїнів на кладовищі